# Prva hrvatska liga u bejzbolu 2009.
Prvenstvo Hrvatske u bejzbolu 2009. godine.

## Natjecateljski sustav
Igralo se po liga- i po kup-sustavu. Prvi dio natjecanja se igrao ligaški.
Prve dvije su doigravale za prvaka, a igralo se na četiri pobjede. Treća i četvrta momčad su doigravale za 3. mjesto, a igralo se na 3 pobjede.

## Sudionici
Sudionici su bili splitska Nada, karlovačka Olimpija, zagrebački Zagreb i varaždinska Vindija.[dopuniti]

## Poluzavršnica
Olimpija – Zagreb 3:0 (5:2, 2:1, 5:1)
Vindija – Nada SSM 3:1 (7:4, 0:3, 7:4, 3:2)

## Doigravanje za 3. mjesto
- 1. susret

- 2. susret

- 3. susret

- 4. susret

## Doigravanje za prvaka
- 1. susret, 17. listopada 2009.

Vindija - Olimpija 3:7 (0:1 u pobjedama)
- 2. susret, 18. listopada 2009.

Vindija - Olimpija 7:3 (1:1 u pobjedama)
- 3. susret, 20. listopada 2009.

Olimpija - Vindija 7:11  (1:2 u pobjedama)
- 4. susret, 21. listopada 2009.

Olimpija - Vindija 4:3  (2:2 u pobjedama)
- 5. susret, 24. listopada 2009.

Vindija - Olimpija 0:2 (2:3 u pobjedama)
- 6. susret, 25. listopada 2009.

Olimpija - Vindija 9:1 (4:2 u pobjedama)
- 7. susret, 27. :listopada 2009.(termin koji je bio predviđen za moguću 7. utakmicu)

Vindija - Olimpija
Hrvatski prvak je karlovačka Olimpija.